# Кайнарли (Кербулацький район)
Кайнарли́ (каз. Қайнарлы) — село у складі Кербулацького району Жетисуської області Казахстану. Входить до складу Каспанський сільського округу.
У радянські часи село називалось Ферма № 4 колхоза імені Леніна., до 2017 року — Водне.
Населення — 199 осіб (2021; 218 у 2009, 235 у 1999, 273 у 1989).